# Poljski slak
Poljski slak  (lat. Convolvulus arvensis) je biljka iz porodice Convolvulaceae. Raste diljem Europe kao vrlo čest korov. Biljka je otrovna, a korištena je u narodnoj medicini.

## Sastav
Listovi sadrže do 143 mg % askorbinske kiseline i do 7,9 mg % karotina. Svi dijelovi, a naročito korijen sadrže glikozid konvolvulin. Sjemenke sadrže alkaloide.

## Uporaba u narodnoj medicini
Koristi se kao holagog; Diuretik; Laksativ; Purgativ; kod ugriza insekata; za ženske probleme. U ruskoj, arapskoj, indijskoj i tibetanskoj narodnoj medicini koristi se za liječenje tuberkuloze, bronhitisa, sifilisa, ateroskleroze. Prašak korijena za nesanicu, mast od korijena kao lokalni anestetik.

## Vanjske poveznice
- Convolvulus arvensis